# Ostsibirische Tanne
Die Ostsibirische Tanne (Abies nephrolepis) ist eine Nadelbaumart aus der Gattung der Tannen (Abies). Sie kommt im Südosten Russlands, im Nordosten Chinas sowie auf der Korea-Halbinsel vor.

## Beschreibung

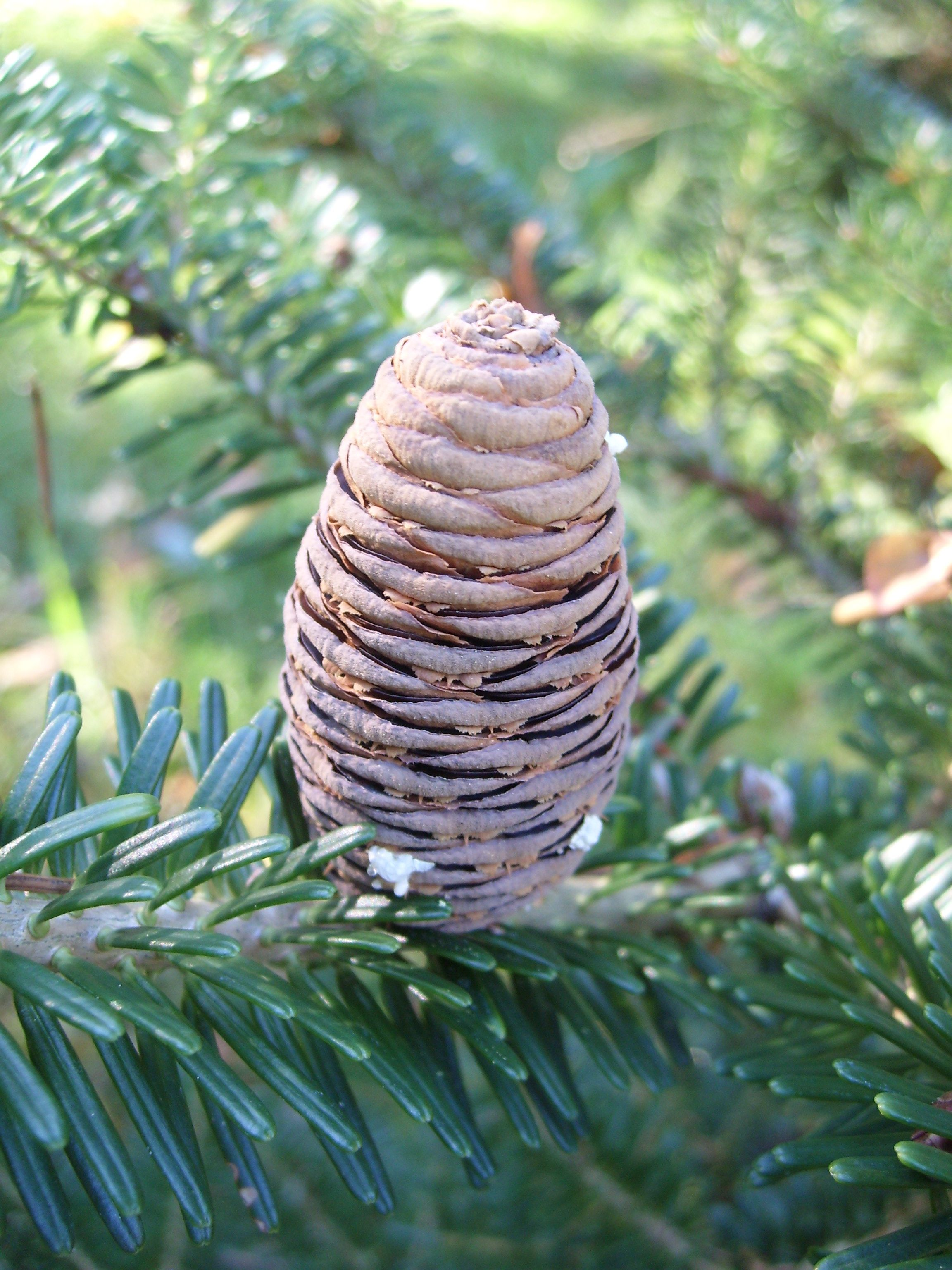
Zapfen der Ostsibirischen Tanne

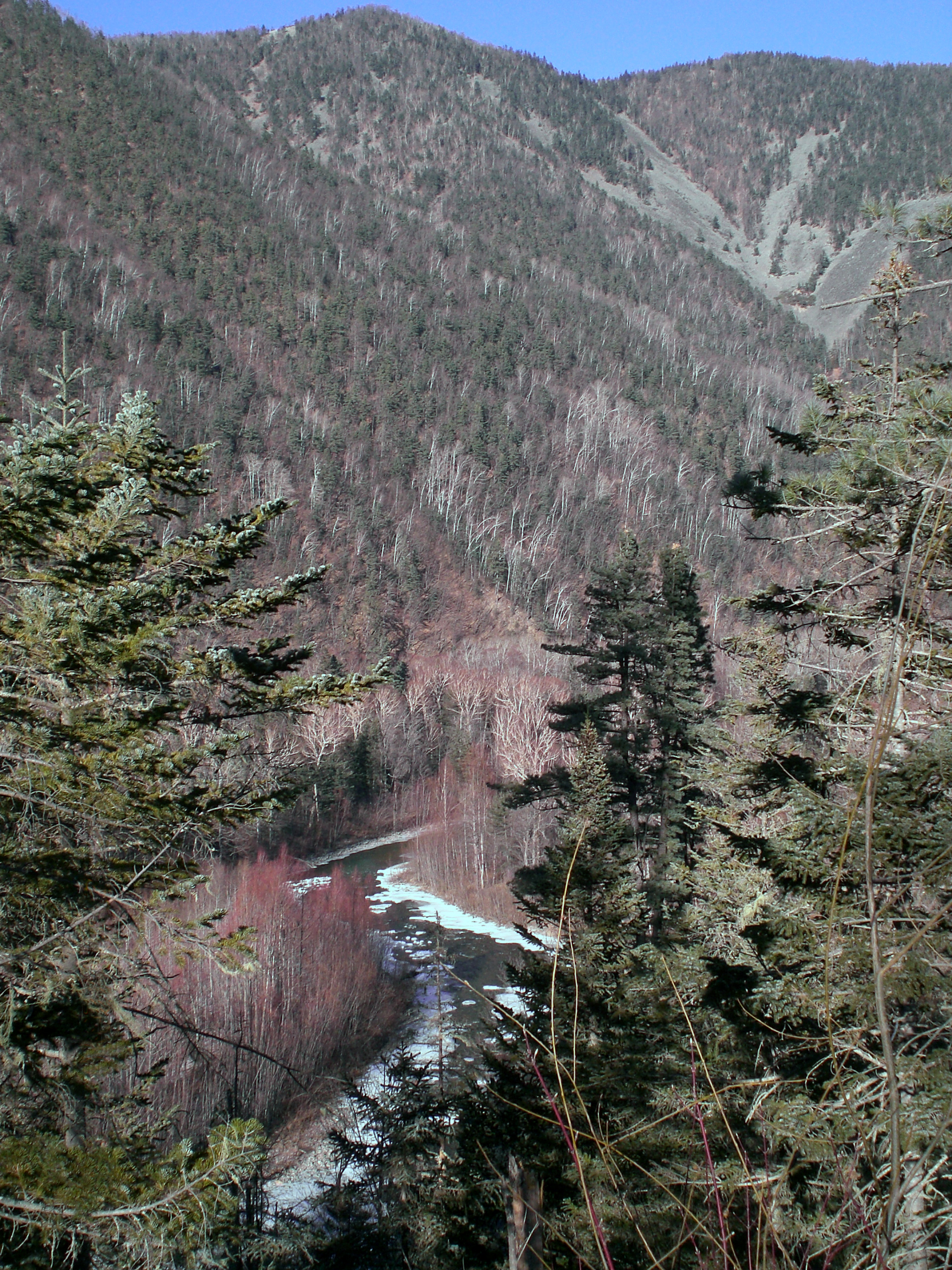
Abies nephrolepis im fernöstlichen Russland

Die Ostsibirische Tanne ist ein immergrüner Baum, der Wuchshöhen von 30 bis 35 Metern und Brusthöhendurchmesser von 100 bis 120 Zentimeter erreicht. Die Äste gehen horizontal vom geraden Stamm ab. Die konische oder ovale Krone flacht mit zunehmendem Alter ab. Junge Bäume haben eine glatte, hellgraue bis graubraune Borke die mit zunehmendem Alter nachdunkelt und aufreißt. Die gelblich graubraune Zweigrinde ist gefurcht und weist in den Furchen eine spärliche Behaarung auf. Man findet auf ihr runde Blattnarben.
Die harzigen Winterknospen sind rundlich geformt. Die dunkelgrünen, geraden Nadeln werden 1 bis 3 Zentimeter lang und 1,5 bis 2 Millimeter breit. Sie sind an der Basis verdreht und stehen spiralig angeordnet an den Zweigen. Die Nadelspitze ist sehr variabel und kann sowohl eingekerbt als auch spitz zulaufend sein. An der Nadelunterseite findet man zwei weiße Stomatabänder.
Die Blütezeit erstreckt sich von April bis Mai und die Samenreife findet von September bis Oktober statt. Die gelbgrünen männlichen Blütenzapfen stehen gehäuft an den Zweigunterseiten. Die aufrecht stehenden, eiförmig-zylindrischen bis zylindrischen Zapfen werden 4,5 bis 7,5 Zentimeter lang und 2 bis 3,5 Zentimeter dick. Unreife Zapfen sind purpurn und reife braun gefärbt. Sie sind ungestielt und stehen meist in kleinen Gruppen. Die verkehrt-eiförmigen bis dreieckigen, schwarzen Samen werden 4 bis 6 Millimeter lang und rund 3 Millimeter breit. Sie besitzen einen braun oder schwarz gefärbten Flügel der rund 6 Millimeter lang und 5 Millimeter breit wird. Die Keimlinge haben vier bis fünf Keimblätter.
Die Chromosomenzahl beträgt 2n = 24.

## Verbreitung und Standort
Das natürliche Verbreitungsgebiet der Ostsibirischen Tanne umfasst den Nordosten Chinas, den Südosten Sibiriens sowie die Koreanische Halbinsel. In China findet man sie in den Provinzen Hebei, Heilongjiang, Jilin, Liaoning und Shaanxi. In Sibirien erstreckt sich das Verbreitungsgebiet vom Fluss Seja im Westen bis zum Sichote-Alin-Gebirge im Osten.
Die Ostsibirische Tanne ist eine Baumart des kühlen Klimas. Im Norden des Verbreitungsgebietes findet man sie in Höhenlagen von 500 bis 700 Meter während sie im Süden bis auf 2100 Meter vorkommt. Der Großteil der jährlichen Niederschläge fällt als Schnee. Die besiedelten Böden sind je nach Standort verschieden aufgebaut aber immer gut drainiert.
In der Nähe von Küstengebieten bildet die Art Mischbestände mit der Ajan-Fichte (Picea jezoensis) und der Korea-Kiefer (Pinus koraiensis). Im Landesinneren vergesellschaftet sich die Ostsibirische Tanne häufig mit der Sibirischen Tanne (Abies sibirica), Birken (Betula), der Dahurischen Lärche (Larix gmelinii), der Sibirischen Fichte (Picea obovata), der Sibirischen Zirbel-Kiefer (Pinus sibirica) und mit Sorbus amurensis. An höher gelegenen Standorten treten zudem der Sadebaum (Juniperus sabina) und die Zwerg-Kiefer (Pinus pumila) als vergesellschaftete Arten auf.

## Systematik
Die Ostsibirische Tanne wird innerhalb der Gattung der Tannen (Abies) der Sektion Balsameae und der Untersektion Medianae zugeordnet. Die Erstbeschreibung als Abies nephrolepis durch Karl Johann Maximowicz erfolgte 1866 im Bulletin de l'Academie Imperiale des Sciences de Saint-Pétersbourg, sér. 3, Band 10: Seite 486. Synonyme sind unter anderem Abies koreana f. prostrata Kolesn., Abies sibirica var. nephrolepis Trautv., Abies veitchii var. nephrolepis (Trautv.) Masters sowie Pinus nephrolepis (Trautv.) Voss.
Wo sich das Verbreitungsgebiet mit dem der Sibirischen Tanne (Abies sibirica) überschneidet, kann es zur Bildung des natürlichen Hybriden Abies × sibirico-nephrolepis kommen.

## Nutzung
Das Holz findet als Bau- und Möbelholz Verwendung. Weiters wird daraus Holzstoff gewonnen.

## Gefährdung und Schutz
Die Ostsibirische Tanne wird in der Roten Liste der IUCN als „nicht gefährdet“ geführt. Es wird jedoch darauf hingewiesen, dass eine neuerliche Überprüfung der Gefährdung nötig ist.